# نيل هودجسون
نيل هودجسون (بالإنجليزية: Neil Hodgson)‏ مواليد 20 نوفمبر 1973 في لانكشر، هو متسابق دراجات نارية إنجليزي سابق فاز ببطولة العالم للسوبربايك. نافس في بطولة العالم للموتو جي بي.

## وصلات خارجية
- نيل هودجسون على موقع MotoGP.com (الإنجليزية)
- نيل هودجسون على موقع WorldSBK.com (الإنجليزية)

- الموقع الإلكتروني